# 도주이쭝
도주이쭝(베트남어: Đỗ Duy Trung / 杜維忠 두유충, ? ~ 1428년)은 제4차 중국의 베트남 지배 시기의 정치인이다.

## 생애
원래 쩐 왕조의 장수였다가 이후 호 왕조에서 벼슬하였다.
1407년, 명나라가 베트남을 점령한 뒤 도주이쭝은 화주지부(化州知府)로 임명되었다가 이후 삼강지부(三江知府)로 제수되었다.
1409년, 후 쩐 왕조의 간정제와 중광제가 병사를 둘로 나누어 명나라에 대항하자 명나라군은 모두 성을 닫고 스스로 지켰다. 베트남의 각 로(路)에서 호걸들이 분분히 병사를 일으켜 후 쩐 왕조에 호응하였으나, 도주이쭝은 그들을 따르지 않고 명나라의 관원들을 숨겨주었다.
1416년, 명나라가 르엉니으홋과 도주이쭝을 교지포정사사(交趾布政使司)의 참정(參政)으로 임명하였다.
1427년, 레러이가 찔랑-쓰엉강 전투에서 류승, 목성을 격파하고 왕통을 포위하였다. 이에 도주이쭝, 르엉니으홋, 쩐퐁 등은 레러이에게 투항하였고, 죄를 사면받았다. 그러나 이듬해 1428년에 그들이 무리를 모아 반란을 꾀하였고, 사람을 명나라로 보내 지원을 요청하였다. 그러나 그들이 보낸 서신이 타이응우옌진(太原鎭)의 상장(上將)인 호앙응우옌이(黃原懿)에게 발각되었고, 레러이는 전달자를 죽였을 뿐 그 일에 대해 조사하려 하지 않았다. 그러나 이후 공모자가 밀고한 내용이 서신의 내용과 일치하게 되자 레러이는 조서를 내려 도주이쭝, 르엉니으홋, 쩐퐁 등을 주살하였다.

## 같이 보기
- 막투이
- 응우옌후언
- 르엉니으홋
- 쩐퐁
- 팜테깡

## 참고 문헌
- 《大越史記全書·本紀·卷之九》
- 《大越史記全書·本紀·卷之十》